# Косс Корнелий Лентул (консул 60 года)
Косс Корнелий Лентул (лат. Cossus Cornelius Lentulus) (около 27 — после 60 года) — римский военный и политический деятель, консул 60 года.
Косс Корнелий Лентул был сыном Косса Корнелия Лентула (консула в 25 году).
С января по июнь 60 года он занимал должность ординарного консула, его коллега — император Нерон.